# 즈비그니에프 자마호프스키
즈비그니에프 자마호프스키(Zbigniew Zamachowski, 1961년 7월 17일 ~ )는 폴란드의 배우이다.

## 출연 작품
- 트루 크라임 (2016)
- 홀로코스트 (2013)
- 애프터매스 (2012)
- 에스터하치 (2009)
- 포피엘루즈코 (2009)
- 소용돌이 속에서 (2009)
- 호프 (2007)
- 희미한 불빛 (2003)
- 피아니스트 (2002)
- 안녕 테레스카 (2001)
- 캐빈 피버 (2000)
- 파이어 & 스워드 (1999)
- 이십삼 (1998)
- 세 가지 색 : 레드 (1994)
- 세 가지 색 : 화이트 (1994)
- 세 가지 색 : 블루 (1993)
- 페르디두르케 (1991)
- 더 포제스드 (1988)
- 십계 (1988)